# Alleyrat, Creuse
Alleyrat là một xã thuộc tỉnh Creuse trong vùng Nouvelle-Aquitaine nước Pháp. Xã này nằm ở khu vực có độ cao trung bình mét trên mực nước biển.

## Địa lý
Thị trấn có cự ly khoảng 5 dặm (8,0 km) về phía bắc của Aubusson, tại giao lộ các tuyến đường D18 và tuyến đường D942 và hai bên bờ sông Creuse.

## Dân số
| 1962                                                         | 1968 | 1975 | 1982 | 1990 | 1999 | 2005 |
| ------------------------------------------------------------ | ---- | ---- | ---- | ---- | ---- | ---- |
| 195                                                          | 205  | 176  | 174  | 169  | 166  | 171  |
| Số liệu điều tra dân số từ năm 1962: Dân số chỉ tính một lần |      |      |      |      |      |      |

## Địa điểm nổi bật
- Nhà thờ, dating từ thế kỷ 12.
- Phế tích của lâu đài Laubard.
- Nhà thờ St. Madeleine.